# Francisco Garrigós
Francisco Garrigós Rosa (* 9. Dezember 1994 in Móstoles) ist ein spanischer Judoka. 2021 gewann er eine Bronzemedaille bei den Weltmeisterschaften, 2023 wurde er Weltmeister. Er war Dritter der Europameisterschaften 2017, Zweiter der Europameisterschaften 2019 und Europameister 2021, 2022 und 2024.

## Sportliche Karriere
Der 1,60 m große Francisco Garrigós kämpft seit 2011 in der Gewichtsklasse bis 60 Kilogramm. 2013 gewann er eine Bronzemedaille bei den Junioren-Europameisterschaften. Im September 2014 gewann er bei den Junioren-Europameisterschaften, einen Monat später siegte er auch bei den U21-Weltmeisterschaften. Sowohl 2014 als auch 2015 war Garrigós spanischer Meister in der Erwachsenenklasse, seinen dritten Titel gewann er 2017. 2015 belegte er den fünften Platz bei den im Rahmen der Europaspiele 2015 ausgetragenen Europameisterschaften. Bei den Olympischen Spielen 2016 in Rio de Janeiro schied er in seinem ersten Kampf gegen den Deutschen Tobias Englmaier aus. Im Oktober 2016 gewann Garrigós das Grand-Slam-Turnier in Abu Dhabi. 
Bei den Europameisterschaften 2017 in Warschau unterlag er im Viertelfinale dem Bulgaren Janislaw Gertschew, mit Siegen in der Hoffnungsrunde gegen den Briten Ashley McKenzie und den Georgier Luchum Tschchwimiani erkämpfte Garrigós eine Bronzemedaille. 2018 belegte er den siebten Platz bei den Europameisterschaften in Tel Aviv. Bei den Mittelmeerspielen 2018 in Tarragona gewann er das Finale gegen den Tunesier Fraj Dhouibi. Drei Monate später schied er im Achtelfinale der Weltmeisterschaften 2018 aus. 2019 bezwang er bei den im Rahmen der Europaspiele 2019 in Minsk ausgetragenen Europameisterschaften den Belgier Jorre Verstraeten im Viertelfinale und den Deutschen Moritz Plafky im Halbfinale. Im Finale unterlag er Luchum Tschchwimiani. Bei den Weltmeisterschaften 2019 in Tokio trafen die beiden bereits in ihrem ersten Kampf aufeinander und Garrigós schied aus, Tschchwimiani gewann dann den Weltmeistertitel. 2020 erreichte Garrigòs das Halbfinale bei den Europameisterschaften in Prag und unterlag dann dem Russen Jago Abuladse, den Kampf um Bronze gewann der Spanier gegen den Ukrainer Artem Lessjuk. 2021 siegte er im Finale der Europameisterschaften in Lissabon gegen den Franzosen Luka Mkheidze. Anderthalb Monate später unterlag er im Viertelfinale der Weltmeisterschaften in Budapest dem Kasachen Magzhan Shamshadin. Mit Siegen über Janislaw Gertschew und den Franzoden Walide Khyar erkämpfte Garrigós eine Bronzemedaille. Bei den Olympischen Spielen in Tokio schied er im Achtelfinale gegen Luka Mkheidze aus.
Im April 2022 besiegte Garrigós im Finale der Europameisterschaften in Sofia den Bulgaren Janislaw Gertschew. Zwei Monate später bezwang er im Finale der Mittelmeerspiele 2022 den Tunesier Fraj Dhouibi. Bei den Weltmeisterschaften im Oktober 2022 in Taschkent unterlag er im Viertelfinale dem Japaner Naohisa Takato und belegte am Ende den siebten Platz. Im Februar 2023 erreichte er das Finale beim Grand Slam in Tel Aviv und belegte den zweiten Platz hinter Luka Mkheidze. Im Mai 2023 bei den Weltmeisterschaften in Doha besiegte Garrigós im Halbfinale Naohisa Takato. Den Weltmeistertitel erkämpfte er durch einen Finalsieg über den Usbeken Dilshodbek Baratov. Im November 2023 bei den Europameisterschaften in Montpellier unterlag Garrigós im Viertelfinale dem Franzosen Romain Valadier Picard. Mit zwei Siegen in der Hoffnungsrunde sicherte sich der Spanier eine Bronzemedaille. Im April 2024 fanden die Europameisterschaften in Zagreb statt. Garrigós bezwang im Finale den Aserbaidschaner Balabay Aghayev und gewann den Titel. Bei den Olympischen Spielen 2024 in Paris gewann er die Bronzemedaille.